# Motonormativité
La motonormativité (en anglais : motonormativity ou plus couramment car brain) est un biais cognitif lié à un ensemble de normes sociales qui valorisent, privilégient et normalisent l'usage des véhicules à moteur — en particulier les voitures individuelles — comme principal moyen de transport. En d'autres termes, l'automobile est largement considérée comme un élément normal et prioritaire de la société et dont les effets négatifs sont systématiquement minimisés.
Concept introduit en 2022 par le professeur de psychologie environnementale Ian Walker, il met en lumière les impacts négatifs de cette domination de la voiture sur la mobilité, l'urbanisme et l'environnement, et souligne les alternatives souvent marginalisées comme la marche à pied, le vélo et les transports en commun.

## Origine du terme
Le terme est créé par Ian Walker, professeur de psychologie environnementale à l'université de Swansea (Royaume-Uni), Alan Tapp et Adrian Davis dans leur article Motonormativity: How social norms hide a major public health hazard publié en 2022.
Le terme « motonormativité » est construit sur la même base que le terme « hétéronormativité » : de la même manière  que la société est hétéronormée et à laquelle les personnes LGBT (marginalisées) doivent s'adapter, la société est construite pour la commodité des automobilistes à laquelle les piétons, cyclistes et autres moyens de transport (marginalisés) doivent s'adapter,.
Bien que le terme « motonormativité » ait été créé en 2022, l'idée que la dépendance et la domination de la voiture posent des problèmes écologiques, sociaux et urbanistiques remonte aux années 1970. Plusieurs mouvements, penseurs et chercheurs critiquent alors le modèle d'urbanisation centré sur la voiture et ses conséquences, comme Jane Jacobs, André Gorz, Lewis Mumford et Ivan Illich.

## Description
La motonormativité est un biais cognitif lié à un ensemble de normes sociales qui valorisent, privilégient et normalisent l'usage des véhicules à moteur — en particulier les voitures individuelles — comme principal moyen de transport. En d'autres termes, l'automobile influence inconsciemment la vision moderne de la mobilité et est considérée comme un élément profondément normalisé et priorisé dans la société et dont les effets négatifs sont systématiquement minimisés,.
La motonormativité est caractérisée par :
- une domination de l'automobile dans les infrastructures et l'aménagement du territoire par rapport notamment à l'espace alloué à d'autres moyens de transport ;
- une plus grande tolérance et une minimisation des conséquences négatives de l'utilisation de la voiture (pollution, accidents, sédentarité, etc.), pourtant jugées inexcusables dans d'autres situations. Par exemple, l'étude d'Ian Walker de 2022 montre que 75 % des personnes interrogées condamnent le fait de fumer une cigarette à proximité d'autres personnes mais que seulement 17 % condamnent le fait de conduire à proximité d'autres personnes, alors que les deux situations génèrent une pollution et mettent en danger la santé des personnes à proximité[1],[5],[6] ;
- une priorisation de la voiture individuelle au détriment d'autres modes de transport (marche à pied, vélo, transports en commun, etc.), souvent stigmatisés et assimilés à des jouets ou des alternatives peu sérieuses[7],[4] ;
- une glorification de la voiture dans la culture (publicités, films, séries télévisées, jeux vidéo, médias, etc.), renforçant ainsi son statut de symbole de liberté, de puissance, de masculinité et de réussite sociale[7],[6],[3].

La motonormativité est un biais cognitif généralisé, qui s'applique non seulement à des automobilistes et des non-automobilistes, mais aussi à des personnalités politiques et à des médecins et qui a donc des conséquences importantes en matière de développement durable et de santé publique.

## Exemples
Ian Walker donne plusieurs preuves et exemples de motonormativité :
- Le fait de considérer automatiquement la voiture comme moyen de transport principal pour effectuer un déplacement, que ce soit quotidiennement par les habitants ou par des décideurs politiques lors de réflexions sur l'aménagement du territoire[6]. Dans ce dernier cas, l'urbanisme est alors fondé sur l'hypothèse que les déplacements se font en voiture et que les personnes utilisant des alternatives sont forcées d'accepter les inconvénients liés à la conduite automobile des autres (par exemple, appuyer sur un bouton pour traverser une route)[1].
- Le fait d'accepter plus facilement que les automobilistes ne respectent pas la loi (notamment les excès de vitesse) alors que d'autres infractions sont davantage désapprouvées (ivresse publique, dépôt de déchets, graffitis, par exemple)[1],[3].
- Le fait pour un médecin de se demander quels vêtements portaient des piétons blessés sur la route plutôt que se demander pourquoi ils sont obligés en premier lieu de se mêler à des véhicules beaucoup plus lourds et volumineux qu'eux[1].
- Le fait que les médecins interrogent leurs patients sur leur régime alimentaire et leur consommation de tabac et d'alcool mais pas sur leur mode de déplacement, alors qu'il est largement connu qu'il s'agit d'un meilleur indicateur de mortalité précoce[1].
- Le fait d'équiper les enfants avec des vêtements visibles des automobilistes, car cela implique qu'ils sont responsables en cas d'accident s'ils ne s'habillent pas d'une manière qui convienne aux automobilistes, blâmant ainsi la victime plutôt que le responsable[4].
- Le fait d'interpréter l'encouragement à la réduction du recours aux véhicules à moteur comme une limitation de la liberté de mouvement des personnes[4].